# Saison 1981-1982 du FC Mulhouse
La saison 1981-1982 du Football Club de Mulhouse, ou FC Mulhouse, voit le club participer au groupe B du Championnat de France de football D2 1981-1982, dont ils terminent à une 2e place synonyme de promotion en Division 1, championnat que le club a fréquenté pour la dernière fois en 1937. 

## Résumé de la saison
Avant le début de la saison, le 15 juin 1981, est créée une section professionnelle au sein d'une Société Anonyme d'Économie Mixte Sportive au capital de 1 000 000 F réparti majoritairement entre la Ville de Mulhouse, qui possède 49 % du capital, le FC Mulhouse Omnisport, qui possède 35 % du capital, le reste étant partagé entre différentes entreprises privées. Jean-Marc Guillou (Neuchâtel Xamax) signe comme entraîneur-joueur.
En championnat, le club commence plutôt mal, et n'est que neuvième à la cinquième journée, avec un bilan mitigé de 2 victoires, deux nuls, et une défaite. Le bilan devient ensuite plus positif, enchaînant notamment trois victoires consécutives, deux victoires 4-1 et une victoire 3-1 à l'extérieur, au Stade de Penvillers, de Quimper. À la suite de cela, à la trêve, le club est quatrième, avec 10 victoires, 3 nuls et 4 défaites. C'est seulement à la 22e journée que le club monte pour la première fois à la deuxième place. À la 28e journée, le club occupe enfin la place de leader, alors qu'il avait déjà depuis quelques journées la meilleure attaque du championnat. Néanmoins, dès la journée d'après, le club tombe de son piédestal, pour ne retrouver la deuxième place synonyme de barrages d'accessions que lors de la dernière journée. En barrage d'accession, le club élimine Thonon et après une victoire 5-2 contre l'US Valenciennes-Anzin, le club fête la montée au Stade Nungesser de Valenciennes après un match nul 1-1. Le club retrouve la Division 1 pour la première fois depuis la saison 1936-1937.
En Coupe de France de football 1981-1982, le 12 février 1982, le FC Mulhouse est éliminé sur le lourd score de 3-0 par l'AS Nancy-Lorraine lors d'un match joué à Strasbourg.

## Classement final Groupe B
| Place | Club                    | Points | Joués | Victoires | Nuls | Défaites | Buts pour | Buts contre | Différence |
| ----- | ----------------------- | ------ | ----- | --------- | ---- | -------- | --------- | ----------- | ---------- |
| 1     | FC Rouen                | 51     | 34    | 21        | 9    | 4        | 54        | 19          | +35        |
| 2     | FC Mulhouse             | 50     | 34    | 22        | 6    | 6        | 73        | 40          | +33        |
| 3     | US Nœux-les-Mines       | 49     | 34    | 19        | 11   | 4        | 46        | 22          | +24        |
| 4     | Le Havre AC             | 46     | 34    | 20        | 6    | 8        | 73        | 38          | +35        |
| 5     | Stade rennais FC        | 44     | 34    | 17        | 10   | 7        | 45        | 26          | +19        |
| 6     | Stade de Reims          | 41     | 34    | 16        | 9    | 9        | 54        | 26          | +28        |
| 7     | AS Angoulême            | 41     | 34    | 17        | 7    | 10       | 50        | 33          | +17        |
| 8     | SCO Angers              | 34     | 34    | 12        | 10   | 12       | 42        | 39          | +3         |
| 9     | EA Guingamp             | 29     | 34    | 12        | 5    | 17       | 43        | 43          | 0          |
| 10    | RCFC Besançon           | 29     | 34    | 9         | 11   | 14       | 45        | 53          | -8         |
| 11    | Stade Français 92       | 29     | 34    | 8         | 13   | 13       | 37        | 50          | -13        |
| 12    | USL Dunkerque           | 28     | 34    | 8         | 12   | 14       | 30        | 39          | -9         |
| 13    | Limoges FC              | 28     | 34    | 10        | 8    | 16       | 38        | 60          | -22        |
| 14    | LB Châteauroux          | 25     | 34    | 8         | 9    | 17       | 38        | 51          | -13        |
| 15    | Sporting Club Abbeville | 23     | 34    | 5         | 13   | 16       | 34        | 65          | -31        |
| 16    | Calais RUFC             | 23     | 34    | 8         | 7    | 19       | 28        | 68          | -40        |
| 17    | EDS Montluçon           | 22     | 34    | 7         | 8    | 19       | 22        | 54          | -32        |
| 18    | Stade Quimpérois        | 20     | 34    | 6         | 8    | 20       | 33        | 59          | -26        |

 Victoire à 2 points